# Olivier d'Etchegoyen
Pour les articles homonymes, voir Etchegoyen.
Olivier d'Etchegoyen, né le 17 novembre 1873 à Léognan et mort le 9 mars 1933 à Marseille, est un officier de cavalerie et homme de lettres français.

## Biographie
Né au château d'Olivier à Léognan (Gironde), Olivier-Adéodat-Louis-Marie Dibarrart d'Etchegoyen est le fils du vicomte Charles-Joseph-Maurice Dibarrart d'Etchegoyen (1839-1911) et de Louise Augé de Lassus, sœur du dramaturge Lucien Augé de Lassus. Le grand-père paternel d'Olivier, Philippe-Isidore Dibarrart d'Etchegoyen, a été député des Landes sous la Monarchie de Juillet.
Engagé très jeune dans l'armée, Olivier d'Etchegoyen participe à plusieurs campagnes en Algérie et au Soudan français. Maréchal des logis au 1er escadron de spahis soudanais, il est admis à l’École de cavalerie de Saumur en mars 1896. Il en sort l'année suivante avec le grade de sous-lieutenant et rejoint le 12e régiment de dragons à Troyes.
Le 24 février 1897, il épouse Marie Saulnier de La Pinelais, fille de l'ancien magistrat Gustave Saulnier de La Pinelais (1838-1921) et nièce du commandant Nicolas Saulnier de La Pinelais.
En novembre 1898, il est affecté au 6e régiment de chasseurs d'Afrique. Promu lieutenant le 15 janvier 1899, il démissionne de l'armée quelques mois plus tard afin de pouvoir aller combattre les Anglais aux côtés de Villebois-Mareuil lors de la seconde guerre des Boers. Il tire de cette expérience un ouvrage, Dix mois de campagne chez les Boers, primé par l'Académie française.
Après son retour d'Afrique, Olivier d'Etchegoyen se reconvertit dans le journalisme. Il collaborera ainsi au Français, à l’Autorité puis au Matin, au Petit Journal, au Figaro et à l’Écho de Paris.
En mai-juin 1903, Olivier d'Etchegoyen, alors ami de l'ancien maire d'Alger Max Régis, est mêlé malgré lui à des bagarres politiques en marge de réunions du Sillon et de la « Croisade populaire ».

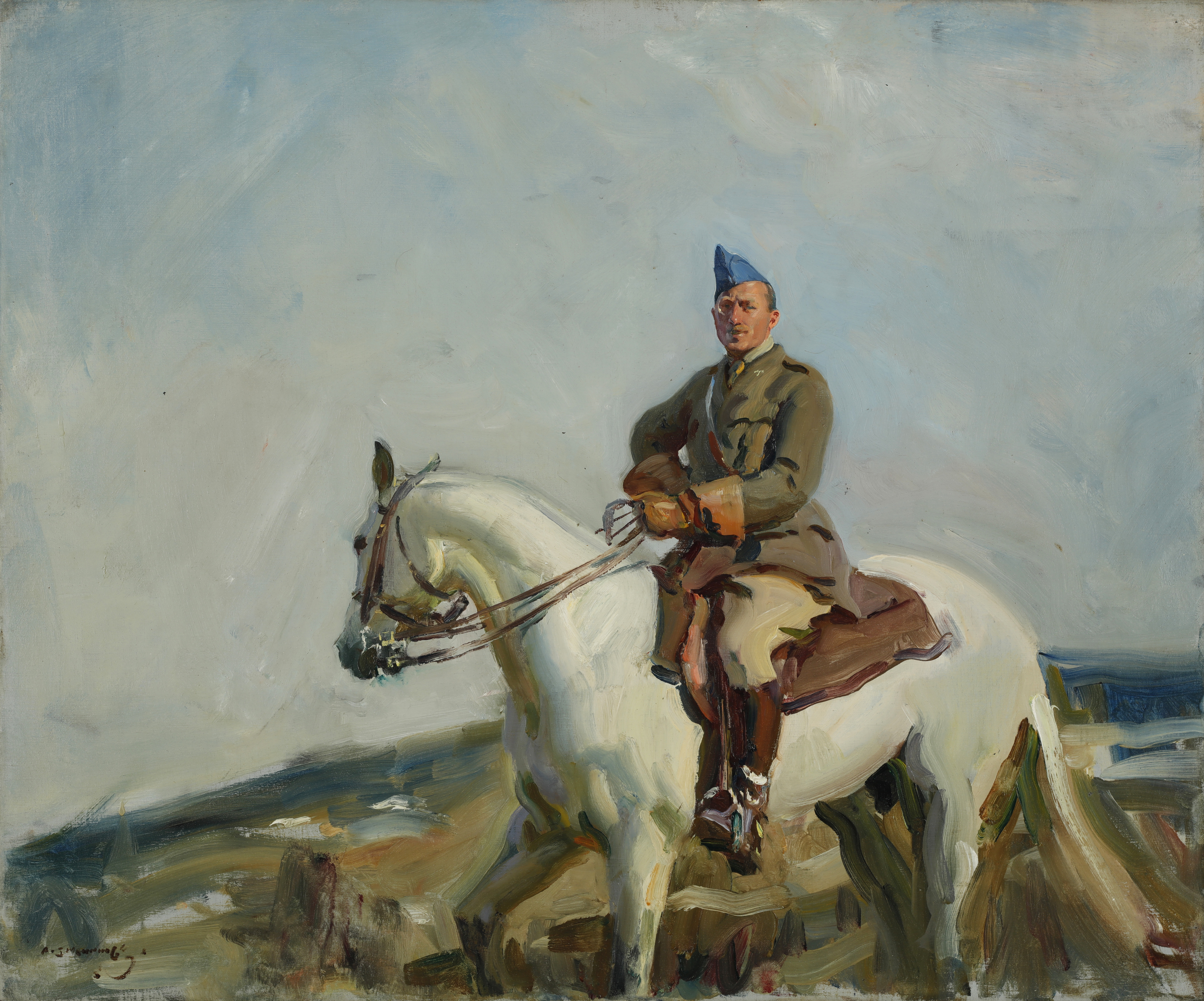
Le Comte d'Etchegoyen.

Nommé lieutenant de cavalerie au sein de l'armée territoriale à la fin de l'année 1912, il sert comme officier de réserve pendant la Première Guerre mondiale au sein du 12e régiment de chasseurs. Nommé capitaine le 5 janvier 1916, il est plusieurs fois cité à l'ordre du jour. Après le conflit, il reste officier de réserve et parvient jusqu'au grade de lieutenant-colonel.
Entre la fin de la guerre et les années 1920, Olivier d'Etchegoyen voyage beaucoup, notamment en Europe de l'Est, où il aurait mené des missions officieuses et dont il rapporte des reportages. Il occupe ensuite un poste important en Syrie.
Colistier de Marc Sangnier lors des élections législatives de 1924 dans la troisième circonscription de la Seine, il obtient 7 591 voix.
Olivier d'Etchegoyen meurt à Marseille le 9 mars 1933. Il est inhumé à Versailles.
Officier de la Légion d'honneur depuis 1920, Olivier d'Etchegoyen était également décoré de la croix de guerre et des médailles du Soudan, du Dahomey et des TOE.

## Œuvres
- Dix mois de campagne chez les Boers, par un ancien lieutenant du colonel de Villebois-Mareuil, Paris, Calmann Lévy, 1901.
- Les Contes de ma giberne, Paris, Garnier frères, 1904.
- Pologne, Pologne..., Paris, Delpeuch, 1925.